# Gordon Murray Automotive
Gordon Murray Automotive est un constructeur automobile basé à Shalford au Royaume-Uni, fondé en 2017 par Gordon Murray.

## Histoire

### GMA T50
Le 5 juin 2019, Gordon Murray Automotive dévoile la Gordon Murray Automotive T.50. Une supercar motorisée par un V12 atmosphérique placé en position centrale arrière et d'un poids inférieur à une tonne.

### GMA T33
Le 27 janvier 2022, le constructeur anglais présente la GMA T33.